# Croton tartonraira
Espèce
Croton tartonraira est une espèce de plantes du genre Croton et de la famille des Euphorbiaceae, présente au Brésil (Minas Gerais).
Il a pour synonyme :
- Oxydectes tartonraira, (Müll.Arg.) Kuntze